# مخلابة لنهي
مخلابة لِنهي (الاسم العلمي: Linhenykus)، جنس منقرض من عظايا ألفاريز من أواخر العصر الطباشيري في منغوليا الداخلية، الصين. وهو العضو الرئيسي الأكثر شهرة في زليجاناوات. حصل الجنس على اسمه من لنهي Linhe،
```
وهي مدينة قريبة من الموقع حيث عُصر على 
المستحاثة
 لأول مرة وnykus من 
الإغريقية
، "مخلب". اسم الصفة المحدد مشتق من الإغريقية monos، "منفرد"، وdaktylos، "إصبع"، في إشارة إلى حقيقة أنه الديناصور الوحيد المعروف غير 
الطيور
 الذي كان لديه إصبع واحد فقط.
```